# Scinax melloi
Scinax melloi es una especie de anfibios de la familia Hylidae. Es endémica de Brasil.
Su hábitat natural son los montanos secos.